# Sophronica fuscoscapa
Sophronica fuscoscapa är en skalbaggsart som beskrevs av Stefan von Breuning 1953. Sophronica fuscoscapa ingår i släktet Sophronica och familjen långhorningar. Inga underarter finns listade i Catalogue of Life.